# Isabel Maria Oliver Sagreras
Isabel Maria Oliver Sagreras   (Campos, 28 d'abril de 1961), coneguda comunament com a Bel Oliver, és una biòloga i política mallorquina, diputada al Congrés dels Diputats en la VIII legislatura i diputada al Parlament de les Illes Balears en la VII i VIII legislatures. Des de juny de 2018 és la Secretària d'Estat de Turisme del Govern d'Espanya.

## Biografia
Es llicencià en biologia per la Universitat de les Illes Balears. Ha treballat com a funcionària de la comunitat autònoma de les Illes Balears i està afiliada al PSIB-PSOE, on ha estat secretària de política econòmica de la Federació Socialista de Mallorca i presidenta del Consell Polític del PSIB.
Políticament, ha estat secretària general tècnica de la Conselleria de Turisme del Govern Balear (1999-2003), regidora de l'ajuntament de Palma (2003-2004) i diputada per Mallorca a les eleccions generals espanyoles de 2004, des del 2007 és Consellera d'Economia i Turisme del Consell Insular de Mallorca, durant la seva gestió s'ha creat la Fundació Mallorca Turisme.
Ha estat escollida diputada a les eleccions al Parlament de les Illes Balears de 2011 i 2015. Des de 2015 és membre de la diputació permanent i presidenta de la Comissió de turisme del Parlament de les Illes Balears.